# ねごとの森のキマイラ
『ねごとの森のキマイラ』（ねごとのもりのキマイラ）は、eddaの通算2作目（メジャー1作目）のEP。2018年5月23日にColourful Recordsから発売された。

## 概要
前作『さんかく扉のむこうがわ』以来約1年2ヶ月ぶりのリリースで、メジャーレーベルからは初となるEP。
本作では、eddaの特徴となっている「異世界ファンタジー」を、5名のクリエイターとのコラボレーションによって表現した作品。アルバムタイトルは、全収録曲が現実なのか夢なのか、または別の世界なのか曖昧なところにあることが、寝言をいうときと同じであることから「ねごとの森」、クリエイターとの共作曲が多く含まれていることから「キマイラ」と付けられた。
初回限定盤と通常盤の2形態で発売され、初回限定盤は紙ジャケット仕様になっており、ボーナス・トラックとして配信限定でリリースされた「リピート」が追加収録されている。なお、収録曲は「リピート」を除く5曲のうち4曲が前述のクリエイターによって書かれている。このことについて、「どの曲も自分のメロディじゃないし、正直最初は戸惑った。」とコメントしている。
なお、前年にメジャー・デビュー・シングルとしてリリースされた「チクタク」は本作には収録されず、同年に発売された1stフル・アルバム『からくり時計とタングの街』に収録された。

## 収録内容
| #         | タイトル                                   | 作詞       | 作曲                                  | 編曲                                 | 時間  |
| --------- | ------------------------------------------ | ---------- | ------------------------------------- | ------------------------------------ | ----- |
| 1.        | 「グールックとキオクのノロイ」             | edda       | 郷拓郎                                | detune.                              | 4:12  |
| 2.        | 「夢のレイニー」                           | edda       | ササノマリイ                          | ササノマリイ                         | 4:49  |
| 3.        | 「ダルトン」                               | Cocco      | Cocco                                 | 河野圭                               | 4:31  |
| 4.        | 「さよなら人類」                           | 柳原幼一郎 | 柳原幼一郎 知久寿焼 石川浩司 滝本晃司 | 砂守岳央 松岡美弥子 ( 未来古代楽団 ) | 4:31  |
| 5.        | 「案内人」                                 | edda       | edda                                  | ミワコウダイ                         | 2:58  |
| 6.        | 「リピート」(初回限定盤ボーナス・トラック) | edda       | edda                                  | ミワコウダイ                         | 3:27  |
| 合計時間: | 合計時間:                                  | 合計時間:  | 合計時間:                             | 合計時間:                            | 24:28 |

## 曲の解説
シングル曲の詳細については、各項目を参照。
1. グールックとキオクのノロイ
郷拓郎との共作によるエレクトロニカ調の楽曲[3]。
eddaは月の兎を「地球から月に帰った人間で、兎のお耳のような形をした地球での記憶を消す装置を頭につけている」というように考えており、タイトルにある「グールック」は、地球での記憶の欠片のようなものが僅かに残っている子供の名前[3]。
1stフル・アルバム『からくり時計とタングの街』に収録の「宇宙ロケット」は、本作の別視点にあたる楽曲[4][5]。
2. 夢のレイニー
バンドサウンドを主体としたロックナンバー。楽曲について、eddaは「ゲームソフト『ぼくのなつやすみ』のような空気感を持った楽曲を作ってほしかったから。」と語っている[3]。
ミュージック・ビデオが5月11日に公開された。このミュージック・ビデオは妖精大図鑑との共同制作によるもの[6]。
3. ダルトン
バラードで、本作で唯一eddaが作詞作曲を手がけていない楽曲。eddaは「歌うのがすごく難しい曲。」とコメントしている[7]。
4. さよなら人類
たまのカバー曲。
当初よりカバー曲を収録することを考えており、郷との打ち合わせの時に郷がたまを聞いていたことからこの楽曲が選曲された[7]。
5. 案内人
三拍子の楽曲。
楽曲は、ピエロのような案内人に主人公が誘導され、恐怖感を抱きながらもどんどんと進んで行き、途中で肩を叩かれて振り返るとイルミネーションで輝いている景色が広がっているという物語になっている[2]。
アレンジについて「ごちゃごちゃした感じを出したかった」ということから、安いトイピアノやピアノ、リコーダー、カスタネットといった楽器が使用された[2]。
6. リピート
初回限定盤ボーナス・トラックで、配信限定シングル。
テレビ東京系スペシャルドラマ『忘却のサチコ』主題歌。